# Гадсон (Північна Кароліна)
Гадсон (англ. Hudson) — місто (англ. town) в США, в окрузі Колдвелл штату Північна Кароліна. Населення — 3780 осіб (2020).

## Географія
Гадсон розташований за координатами 35°50′51″ пн. ш. 81°29′11″ зх. д. / 35.84750° пн. ш. 81.48639° зх. д. (35.847443, -81.486474).  За даними Бюро перепису населення США в 2010 році місто мало площу 9,65 км², уся площа — суходіл.

## Демографія
Згідно з переписом 2010 року, у місті мешкало 3776 осіб у 1568 домогосподарствах у складі 1079 родин. Густота населення становила 391 особа/км².  Було 1694 помешкання (175/км²).
Расовий склад населення:
| - 93,5 % — білих - 1,9 % — чорних або афроамериканців - 0,3 % — корінних американців - 0,2 % — азіатів - 0,1 % — вихідців з тихоокеанських островів - 2,9 % — осіб інших рас |

До двох чи більше рас належало 1,1 %. Частка іспаномовних становила 5,8 % від усіх жителів.
За віковим діапазоном населення розподілялося таким чином: 23,1 % — особи молодші 18 років, 59,6 % — особи у віці 18—64 років, 17,3 % — особи у віці 65 років та старші. Медіана віку мешканця становила 40,1 року. На 100 осіб жіночої статі у місті припадало 93,1 чоловіків;  на 100 жінок у віці від 18 років та старших — 88,6 чоловіків також старших 18 років.
Середній дохід на одне домашнє господарство  становив 69 536 доларів США (медіана — 44 196), а середній дохід на одну сім'ю — 80 878 доларів (медіана — 58 995). Медіана доходів становила 40 551 долар для чоловіків та 42 708 доларів для жінок. За межею бідності перебувало 14,1 % осіб, у тому числі 21,6 % дітей у віці до 18 років та 12,6 % осіб у віці 65 років та старших.
Цивільне працевлаштоване населення становило 1456 осіб. Основні галузі зайнятості: освіта, охорона здоров'я та соціальна допомога — 22,6 %, виробництво — 18,0 %, роздрібна торгівля — 14,0 %, фінанси, страхування та нерухомість — 14,0 %.